# Кикимора
Кики́мора (бел. кікі́мара) — русский и белорусский мифологический персонаж преимущественно женского пола, обитающий в жилище человека и в других постройках, прядущий по ночам и приносящий вред и неприятности хозяйству и людям. Представления о кикиморе известны с XVII века, предполагается также связь её образа с более древними персонажами.
Народные поверья производят кикимор от умерших «неправильной» смертью (некрещёных или убитых детей, самоубийц и др.), от проклятых и похищенных нечистой силой детей. Также считалось, что кикимору могут наслать в дом недовольные строители и колдуны, подложив в него магический предмет, чаще куколку, которая затем оживала.
Кикимору описывали как низенькую скрюченную неряшливую и безобразную старушку, длиннокосую девушку или женщину, как маленькую девочку или даже как мужика или старика. Согласно различным другим описаниям кикимора может быть очень мала и тонка, с большой головой, длинными руками, короткими ногами, у неё выпученные глаза, мохнатые лапы, есть рожки, хвост, она покрыта перьями или шерстью. Она могла представать и в образе животного. Кикиморы обыкновенно невидимы. Они неугомонны, быстро бегают. Кикиморы могут общаться с людьми человеческой речью и при помощи стука.
Согласно народным представлениям, кикиморы обитают в жилых домах, реже — в хозяйственных постройках, в бане, в пустых домах. Появление кикиморы считалось признаком того, что в доме «нечисто», неблагополучно. В большинстве регионов активность кикиморы не привязывалась к определённому времени года, лишь в некоторых местах её причисляли к святочной нечисти. Днём кикимора скрывается от людей в укромных местах строения. Ночью она выходит из укрытия и занимается любимыми делами, на первом месте среди которых прядение и подобные женские работы. Однако работу эту кикимора делала некачественно, так что после неё хозяйкам приходилось всё переделывать.
Обыкновенно считалось, что кикиморы причиняют людям различные неприятности: мешают спать и пугают различными звуками, досаждают маленьким детям, наваливаются и душат по ночам, кидаются различными предметами, роняют и ломают вещи, вырывают или выстригают во сне волосы у людей, шерсть у скота, перья у домашней птицы. Активность кикиморы могла даже вынудить хозяев покинуть свой дом. Есть истории, в которых кикимора губит человека. Увидеть кикимору считалось дурным предзнаменованием. В народе описывался ряд средств как защититься от кикиморы и даже изгнать её из дома.
Представления о кикиморе были довольно расплывчаты. Под этим именем кроме самостоятельного домашнего духа также мог пониматься целый ряд других персонажей. Так, под воздействием образов домового и его жены кикимора могла рассматриваться и как полезный домашний дух, помогающий хорошей хозяйке в прядении, работе по дому, уходе за детьми и животными. В современной же культуре чаще появляются лесная или болотная кикимора — покрытая травами и мхом безобразная старушка, пугающая и сбивающая с дороги людей и похищающая детей. Кикимора является персонажем ряда художественных произведений.

## Наименования и этимология
Поверья о кикиморе распространены у русских:61:259 (не характерны для южнорусской этнографической группы) и у белорусов:494 — бел. кікі́мара, кікімо́ра:253. Среди других названий кикиморы: родственные — кики́морка:494, кики́мра:494, куки́мора (все — Русский Север):494, кики́мор:210, ки́ка:210, кы́ка:210, ма́ра́:61—62, мора, маруха, чучу́мора:47, шиши́мора:62:51, шуши́мора:210; прочие — моко́ша, моку́ша, мокру́ха:172, огибошна, пря́ха и самопря́ха, пустодо́мка, сусе́дка:264, бел. ве́шчыца (Витебская губерния). У украинцев, в Киевской губернии, зафиксированы поверья о существах под названием нічки, обладающих схожими с кикиморами признаками:210. Слово кикимора, без соответствующего комплекса представлений, зарегистрировано и у других славян: диалектное пол. kikimora, kicimora — «привидение; дух, душащий по ночам»:494:708; книжные чеш.  и словац. kykymora — «домовой у древних славян»:494:708, болг. кикимо́ра — «женский злой дух, оборотень»:210, сербохорв.  — «страшный призрак»:210. Схожие представления о злом домашнем духе наблюдаются у народов, с которыми русские долгое время жили рядом и находились под взаимным влиянием, например, у коми:44—46 и вепсов.
Слово кикимора рассматривают как составное. Происхождение первой части кик- остаётся спорным. Её производят, по одной версии, от балто-славянского корня *kikъ (кик) / *kykъ (кык) / *kukъ (кук) / *kъkъ — «горбатость, скрюченность»:494:250, позднее также «горб, насыпь, могильный курган, могила», а также «болото, заболоченная долина»:252, и далее от индоевроп. *keuk- / *kouk- — «изгибать, искривлять; загнутое»:250; отсюда названия демонов: рус. ку́ка — «банный дух»:494, кука́н — «болотный дух»:251, кука́шка — «чёрт», бел. кука — «что-то страшное, живущее в темноте, чем пугают детей»:253, кашуб. kuka — «злой дух, который даётся ведьмой людям»:251, лит. kaukas:494:253, прус. и латыш. kauks — «домовой, гном»:251. По другой версии, первая часть происходит от звукоподражания кыкать (*kykati) — «кричать (о птицах), издавать резкие звуки, плакать:494:252, 254:211, вопить, причитать, хихикать, икать, хрипеть, кудахтать, кукарекать, куковать»:254:708, также кика — «птичий крик»:62. По третьей версии, — от кика (*kyka) — «чуб, прядь, коса; женский головной убор с рогами, иногда напоминающий птицу»:494:254:211:708, далее «обрубок, культя»:708. В слове шишимора первая часть происходит либо от русских диалектных слов шишить / шишать — «копошиться, шевелиться, делать украдкой»:494; либо от слов шиш, шишко, шишига, которыми называли неопределённую нечистую силу:62:211.
Вторая часть у большинства славян выступает в качестве отдельного слова мара/мора:210—211, под которым фигурируют ряд разнородных мифологических персонажей, часто не персонифицированных: нечто смутное, «странное и непонятное, то, что мерещится, кажется, является в сновидениях, помрачениях ума, забытьи и других изменённых состояниях сознания», «призрак, привидение, наваждение, обман чувств, морок». Вероятно, этот же корень входит в англ. nightmare, фр. cauchemar («мара», «кошмар»):81. Возможно, что первая часть была добавлена к слову «мора» в результате табуирования называния демонов по «настоящему» имени у славян в связи с опасением вызвать их таким образом:253. Слово *mara и его аблаутная форма *mora, по одной гипотезе, восходят к праславянскому *morъ — «смерть» и далее к индоевроп. *mer- — «умирать»:81; согласно другой, ныне преобладающей, версии:81, они восходят к индоевроп. *mā- — «махать рукой, кивать украдкой; морочить, обманывать; колдовать», откуда также слова манить, обман, мановение, махать, маять(ся):494:81; также есть предположения, что мара/мора первоначально значило «болото, стоячая вода»:251 и далее «неподвижный, ставать неподвижным»:251; или что мар — это «солнечный жар».

## Ранние упоминания и истоки образа
В историко-литературных памятниках кикиморы упоминаются с начала XVII века. Самое раннее из них находится в деле Разрядного приказа 1635—1636 годов по обвинению крестьянина Митрошки (Никифора) Хромого из Галицкого уезда, умершего после третьей пытки в ходе следствия, не дав против себя никаких показаний. В деле говорится, что этот «пущий ведун» насылал на людей нечистого духа, который делал «многие пакости» в доме, губил лошадей и распугивал коровье стадо, «а словет нечистый дух по их ведовским мечтам кикимора».
Единственное упоминание кикиморы в древнерусской литературе содержится в «Повести душеполезной старца Никодима Соловецкого монастыря о некоем иноке» (1640-е—1650-е годы), действие которой приурочено к 1638 году. Герой-визионер рассказывает следующее: 

В то время как мы шли из этого города [Костромы] дорогой, которая идёт к Москве, внезапно нам встретился некий бес в женском обличье, простоволосый и без пояса. Хвост её до самого неба торчал, [вертелся] как большой круг, и всякие бесовские грёзы навевал. Сама же взывает, сильно крича, как будто кто-то обидел её или досаждает ей. И она нам сказала: «Согнали сестру мою из Москвы, но, впрочем, вскоре — все будем в Москве». И я подумал, что это должно быть кикимора, которая была в Москве недавно. Когда бесовское наваждение скрылось с наших глаз, мы пошли своей дорогой.Оригинальный текст (рус.)Идущим же намъ от града того путемъ, иже к Москвѣ лежащим, и внезаапу срѣте нас видь нѣкин бѣсовескъ, женска обличия имущи, простовласы и без пояса. Ошибъ же ея за нею бысть на воздусь ввыспрь, яко круг великъ зѣло, всякими бѣсовскими мечты испещрён. Сама же вопиетъ, велми кричаще, яко обидима или досаждаема от кого. Глас же ея слышашеся к нам сицевъ: «Согнаша сестру мою с Москвы, но обаче не по мнозѣ времяни и всѣ будем к Москвѣ». И мнѣ мнится, яко се есть зовомая кикимора, иже бысть на Москвѣ не в давных времянех. И тако оно бѣсовское мечтание зайде от очию нашею, мы же своим путём идохом.— 
 Простоволосость и неподпоясанность — характерные черты нечистой силы в представлениях славян. Далее по тексту идёт рассказ о моровом поветрии «язве-постреле», поразившем Москву, — судя по всему, оно воспринималось автором как реализация угрозы кикиморы, особенно если учесть пророческую роль кикиморы и её связь с духами болезней в народных верованиях.
Возможно также, что «предшественницей» кикиморы была «пакостная» качица, упоминаемая в «Слове святого Василия о посте» из «Златой цепи» (XΙV век) и соотносимая, с опорой на севернорусские заговоры, с полуночницей-ночницей:210. Также типичным для кикиморы поведением обладают некоторые бесы из житий святых, например, древнего «Жития Феодосия Печерского».
Ряд черт указывает на глубокую древность образа кикиморы и его вероятную связь с образом богини Мокоши:259:172, 190, которую связывают с прядением, шерстью, покровительством женщинам и домашнему очагу. Также образ кикиморы, возможно, связан с образом божества судьбы:178 и с культом душ усопших предков:178, 467. Есть также предположение, что мара-кикимора — древнейшее имя домового:176.

## Происхождение
Согласно народным поверьям, появление кикимор, как и остальной нечистой силы, связано с «неправильной» смертью. Кикиморами могли стать умершие некрещёными младенцы:259, мертворождённые, недоноски, выкидыши, уродцы без рук и без ног, умершие или убитые дети (у белорусов:495 и в Восточной Сибири). Кикимора могла появиться в доме, который построили на могиле самоубийцы, неотпетого покойника (Вятская губерния) или ребёнка:495, или на месте смерти ребёнка (у белорусов:495 и в Восточной Сибири:495). Кикимор производили также от проклятых родителями детей:495:177, в том числе ещё во время беременности (у белорусов):184, вследствие чего похищенных или обменянных нечистой силой:495:177 или (на Кубани) ведьмами и впоследствии «посаженных» на несколько лет колдунами кому-то в дом:211, а также от потомства девушек и огненного змея:260:177.
Также считалось, что причиной появления кикиморы может быть порча, насланная в качестве мести хозяевам дома колдуном или недовольными оплатой или обращением печниками и плотниками:495:58. Наиболее часто указывается, что кикимору напустили, незаметно положив в доме с особым наговором так называемый лекан (манилка:120, ерничинка:59): или сделанную из щепок и тряпочек:495 и иногда смоченную кровью:212:120 куклу:495, или игральную карту с изображением фигуры, или ножик, или отломленный от плывущей по воде «коряжины» (дерева с корнем) сучок:177, или обрубок дерева, или просто щепку, или даже жёлтую тапочку. Лекан закладывался под матицу (потолочную балку), между брёвен в переднем углу:495, под печкой или за печку:177, в подполье, в поленницу. Впоследствии предмет «оживал» и превращался в кикимору:120. В Вятской губернии считали, что кикимору можно привезти в бутылке, в чём обвиняли, например, приезжих татар.

## Внешний облик
На Русском Севере кикимора обыкновенно представлялась маленькой, сморщенной, скрюченной, горбатой, хромой, безобразной, неряшливой, одетой в лохмотья старушкой:494:211, 214:178, 467 (всё это признаки принадлежности к хтоническому миру:178, 467:24). Имеются описания старух, ряженых «кикиморами» на Святки: те одевались в рваную одежду, брали длинную заострённую палку и приходили на праздничное собрание, садились на полати с прялкой между ног, свесив ноги с бруса; девушки смеялись над ряженой и хватали её за ноги, за что она била их палкой:494:471—472. Также кикимора описывалась или как длиннокосая девушка в белой, чёрной или красной рубахе:260:494 или нагая:260, или как женщина в сарафане:64 и в головном уборе (повойнике:260, чепце:42, шамшуре:262) или с распущенными волосами:64:260, или как маленькая невзрослеющая девочка:494. В Восточной Сибири кикимору могли представлять в виде мужчины: мужика:65:494, попа, «мохнатого» или белого старика и даже чернобрового, черноглазого парня.
Народ представлял себе кикимор также в виде безобразных карликов или малюток, у которых голова с напёрсток, а туловище — тонкое, как соломинка:177. В Вологодской губернии считалось, что кикимора настолько хлипкого телосложения, что боится, что её унесёт ветром, а потому не покидает дом:494. Там же думали, что у кикиморы блестящие, навыкате глаза и козьи рожки:66, в Костромской губернии представляли, что у кикиморы мохнатые лапы:496, а некоторые белорусы — что у неё есть хвост:185. Иногда кикимору видели и в образе животного: свиньи, собаки, быка, зайца, утки (Восточная Сибирь):495, кошки:177, хомяка (в сказке):495. Отождествляемая с кикиморой «запечельная» («запечная») мара описывается белорусами как женщина ростом с недельного младенца; с голой кожей или покрытая редкими, короткими перьями, иногда шерстью:176, 466—467. В русских поверьях зооморфный облик (курица, мышь, змея) у домовой мары редок, чаще это маленькая старушка или «малютка»:176, 466—467:374, иногда с большой головой и длинными руками:374. Некоторые белорусы считают, что у кикиморы очень короткие ноги и она ходит переваливаясь с ноги на ногу:186. По мнению Ф. С. Капицы, столь разнообразный внешний вид кикиморы обусловлен совмещением в её образе разных пластов верований: от почитания Мокоши до веры в проклятых.
Кикиморы обладают способностью быть невидимыми, быстро бегать, видеть на далёкое расстояние. Они неугомонны, не способны спокойно сидеть — постоянно подпрыгивают (Вологодская и Ярославская губернии):64:495. Они разговаривают по-человечески:261-262:375, а также могут отвечать стуком на заданные им вопросы (Восточная Сибирь):495. В одной близкой анекдоту быличке кикимора исполняет стуком по просьбе человека песню «Коробушка»:47:131.

## Образ жизни

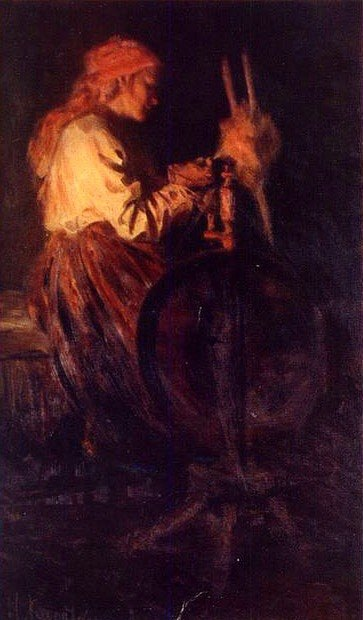
Николай Касаткин. Пряха. 1904 год

Согласно народным представлениям, кикиморы обитают в жилых домах, реже — в хозяйственных постройках, в бане, в пустых домах, в кабаках (в самарской сказке):495:215—218. Белорусы считали, что в одном доме может быть сразу несколько кикимор. В отличие от домового, наличие которого считалось обязательным для нормальной жизни в доме, появление кикиморы рассматривалось как признак того, что в доме «нечисто», неблагополучно:495:47:172. Живя в доме, кикимора, как и остальная нечистая сила:263, скрывается днём от людей, сидя «невидимкой»:63:263 за печью:62—63, на печи:495, на чердаке:495, в голбце или в подызбице:62—63:495. Всё это места связанные с культом умерших:495. По ночам же она выходит проказничать, как оставаясь при этом невидимой, так и иногда принимая зримый образ:62—63:495 (хотя есть немало быличек и о дневном появлении кикиморы:49).
В Новгородской и Вологодской губерниях считалось, что кикиморы шалят во все Святки:63:495, а в некоторых местах Новгородской губернии считали, что они активизируются только в ночь под Рождество:63:495 — то есть в переходное время, связанное с культом мёртвых:471. В некоторых областях считали, что кикиморы до Святок живут на улице или на гумне, а после удаляются неизвестно куда:263:495:214. В Вологодской губернии рассказывали о том, что кикиморы во время Святок, в ненастную погоду, рожают детей, причём страшно стонут и воют; новорождённые же их — шушканы — тотчас по появлении на свет вылетают из избы через трубу на улицу, где и живут до Крещения, 6 (19) января:67:495. В той же губернии кикиморы могли выступать в качестве страшного персонажа — святочного дарителя подарков, прежде всего кукол, которых на самом деле изготавливали родители и клали ночью под лавку:155—156. Во всех других губерниях считалось, что шишиморы-кикиморы могут проказничать на протяжении всего года:63.
По народным представлениям, больше всего кикимора любит прясть, а также ткать, вязать, плести кружева, шить:63:495:177—178. Она берёт веретено, прялку и начатую пряжу, садится прясть в любимом своём месте — в правом от входа углу, около печи, куда обычно сметали мусор, чтобы потом сжечь его:63, или на голбце. В тихие ночи бывает слышно, как они прядут и сучат нитки. Впрочем, хотя кикимора и прядёт, но от неё, согласно пословице, не дождёшься рубахи:63:495, поскольку большей частью она рвёт, мусолит и путает шерсть, жжёт кудель, сучит нить не слева направо, а наоборот; когда же она шьёт, то швы её неровные:495. Над ленивыми девушками насмехались: «Спи, кикимора за тебя спрядёт, а мать выткет»:63. До какой бы работы не дотронулась кикимора, её потом будет сложно закончить:376, так, в Калужской губернии считалось, что если услышишь, как кикимора гремит прялкой, то будешь одну кудель прясть целый день, а если кикимора пошьёт у кого, тот одну рубашку в неделю не закончит — всё будет перепарывать:63. В Вологодской области родители и старики пугали кикиморой ленивых прях, ставя им на крыльцо её чучело — наряженный сноп:220—221. Прядение сближает кикимору с такими персонажами восточных славян, как мокоша:175:178, 468—469:159, мара:178, домовой и его жена:262—263:178, русалка:262—263:468:159, ночная, полуночница и укр. нічки:175:469, Параскева Пятница:262—263:178, 469:159, народным образом Богородицы:178 и др. Кикимора, как и остальные эти персонажи, прядут в то время, в которое людям прясть было запрещено: в полночь, по пятницам, в Святки и др.:473—474

## Кикимора и человек

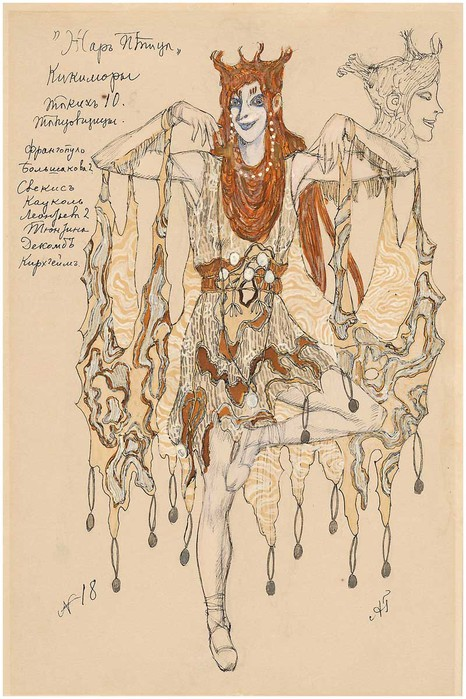
Александр Головин. Эскиз костюма Кикиморы для балета «Жар-птица» Игоря Стравинского, 1910 год (Русские сезоны)

Обыкновенно считалось, что кикиморы причиняют людям различные мелкие пакости: мешают спать шумом, стуком, треском, топотом и писком:64:177, пугают невидимым голосом, свистом, пением, звуком пляски, воем и плачем:261, щекочут маленьких детей, доводя их до крика:160, дёргают за мочки ушей, играют с кошками. Иногда они, подобно домовым и маре, наваливаются ночью на хозяев, как взрослых, так и детей, и душат их:49—50:178, в том числе, если они легли в неугодном им месте. Есть истории, в которых кикиморы кидаются в людей луковицами из подполья:495, обувью:51 и кирпичами из печи, углями для самовара:51, сбрасывают одежду и подушки с печи:495, разбивают посуду:64:495, распахивают двери:261 и бегают из комнаты в комнату, разворачивают полы, переворачивают мебель или заставляют её «плясать», путают простыни и др. Однако ночная работа кикиморы зачастую не оставляет вещественных следов — посуда, мебель, печи оказываются утром на своих местах и целыми (Забайкалье). Существуют близкие анекдотическим рассказам и сказкам-небылицам былички, в которых на проказы кикиморы ходит смотреть вся деревня, и они воспринимаются людьми скорее как представление, чем как угроза.
Часть приписываемых кикиморе звуков можно попытаться объяснить урчанием кошки, точащими дерево червями, ползанием тараканов и т. п. Также записаны псевдобылички, в которых строители объясняли, как они закладывали «кикимору» в дом: так, в разных углах дома, чтобы «схватить разные ветры», сверлились дырки, в которых вставлялись битые бутылки горлышком наружу, при выдёргивании пробок из которых в доме начинало «выть» как будто по-звериному; или под печь закладывали ртуть в свинце, которая при накаливании начинала «ухать»:63; или в толстой кирпичной кладке оставлялись пустоты-зигзаги.
Народ также приписывал кикиморе вырывание волос во сне у людей:495, выдёргивание догола перьев у кур:66:495:54, стрижку или выщипывание догола шерсти у овец:63:495:51—52, подобно домовому и хлевнику:178 — езду ночью на лошадях, доводящую тех до усталости (Восточная Сибирь):65:495, и даже поедание кур. На Русском Севере считалось, что из состриженной шерсти, волос и перьев кикимора делает постель для скота:495:51, а в Новгородской губернии — что она таким образом «метит» скот и людей:51. В целом кикиморы могли служить олицетворением мелких неполадок в хозяйстве, возникавших вследствие нерадивости в домашних женских работах, в уходе за сельскохозяйственными животными и т. п.
Хотя в одних местах считалось, что проделки кикиморы в целом безвредны, в других полагали, что кикимора не успокоится, пока не выживет хозяев из дома:64:495, впрочем, согласно некоторым историям, кикимора может последовать за ними и в новый дом:262. Кикиморы, посаженные в дом колдунами, обыкновенно были более агрессивными к людям. В Перми в центре города в XIX веке существовал недостроенный дом, в котором, по представлениям местных жителей, хозяйствовала кикимора, некоторые считали, что она выгнала хозяев из дома; говорили также, что она спасла своё жильё во время городского пожара, отогнав огонь платочком. В симбирской сказке невидимо живущий в кабаке кикимора отцеживает по ночам вино и выживает целовальников, пока самый смелый и «знающий» из них не заключает с ним договор. По некоторым представлениям, кикимора может навести порчу на человека и даже погубить его:495. Есть сибирская быличка, в которой закопанная недоброжелателем у ворот дома кукла оживает и убивает парня. А в одной белорусской быличке соотносимая с кикиморой чушка бегает в доме перед пожаром, в котором погибает девочка:189.
Есть истории, в которых кикиморы появляются в виде покинутого на пути ребёнка; подобранные и пригретые людьми, они убегают, насмеявшись над ними. В Витебской губернии полагали, что кикиморы завидуют живым людям, особенно детям. Зафиксированы случаи, в которых за кикимору принимали чужого ребёнка, играющего с детьми.
Считалось, что увидеть кикимору, особенно на печке:263, на пороге:263 или с прялкой на передней лавке:64:263, предвещает смерть кого-то из домочадцев или другое важное событие:263. Когда кикимора начинает плести кружева в подполье и перебирать и стучать коклюшками, подвешенными на кутузе (Вологодская губерния):64:263, или плакать, то быть беде. В таком контексте прядение кикиморы может рассматриваться как отголосок образа мифологического персонажа, прядущего «нити судьбы», наподобие древнегреческих мойр:52—53. По одной из версий, именно приписывание необъяснимо возникшего беспорядка в петербургском Троице-Петровском соборе в 1722 году воздействию кикиморы и последующая попытка толкования её появления как дурного предзнаменования привели к возникновению легенды о том, что «Петербургу быть пусту».
Впрочем, в некоторых местах кикимору могли воспринимать и как полезного духа, помогающего умелой и старательной хозяйке: она убаюкивает по ночам маленьких ребят, невидимо перемывает кринки:66:495, допрядает за хозяйкой:495, помогает готовить еду:66:495, помогает молоть, ухаживает за скотиной, оберегает дом от пожара (Вологодская губерния):214. Они подсчитывают скот, но досчитать могут только до трёх (Вологодская губерния):495:213. В таком случае считалось, что кикимора должна быть в каждом доме:46, а её негативные действия, которые обыкновенно считаются беспричинными:54, воспринимались как наказание хозяйке за лень и нерадивость:66:376. В Вологодской губернии не рекомендовалось вносить в дом чертополох, так как его боятся домовой и кикимора:495:213. По всей видимости, данный комплекс представлений свидетельствует о смешении образа кикиморы с образами домового и его жены:495.

## Средства против кикиморы

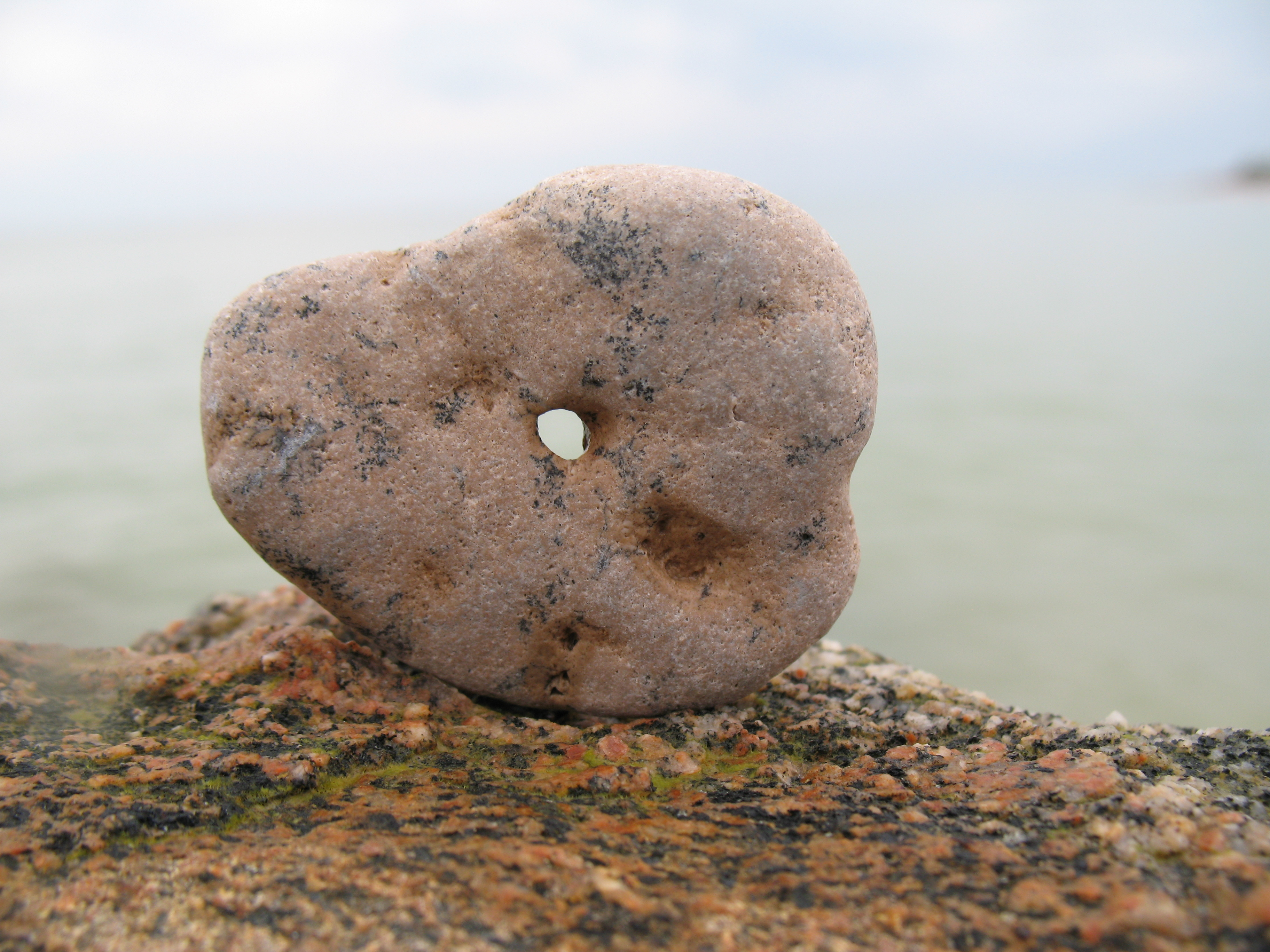
Камень с естественной проточиной — так называемый «куриный бог» или «кикимора одноглазый», якобы защищающий кур от вреда кикиморы

Средства задобрить кикимору, договориться с ней в мифологических рассказах почти не упоминаются. Зато перечислены некоторые способы борьбы с ней:55:25. Считалось, что кикимора не тронет вещи, если их перекрестить и положить на место с молитвой:66—67:495 (в ином случае она считает, как и вся нечистая сила, что оставленные вещи принадлежат ей:51). В Вологодской губернии в Крещение крестили рукой или ножом по воздуху окна и двери в избе, а также рисовали кресты мелом, краской или углём, ставили крестики из лучинок в каждый угол в избе, в воду, в колодец, в кужлю:241, чтобы не вошли в дом кикиморы и нечистые духи, так как и те, и другие во время освящения воды кидаются всюду. В Белозерском уезде существовало поверье, что если человеку удастся накинуть на кикимору крест, то она замрёт на месте:63:211. А в Витебской губернии утверждали, что если поймать происходящую от умершего или проклятого ребёнка кикимору и выстричь ей на темени крест, то она превратится обратно в человека, но с определённым недостатком, например, кривизной, косоглазием, немотой, заиканием, плохой памятью или слабоумием:495. Также от кикиморы, как и от остальной нечисти, помогают упоминание Бога или, наоборот, грубые ругательства:495:55. От разгулявшейся кикиморы могло помочь окропление дома святой водой или проведение в нём молебна:55.
Считалось, что кикимора не любит можжевельник, из веточек которого делали оплетение для солонки, чтобы кикимора не таскала соль:496. Настоем из корня папоротника омывали горшки и другую посуду, чтобы кикимора их не трогала:66:55. В одном лечебнике XVIII столетия для избавления от кикиморы предлагалось положить в доме верблюжью шерсть с росным ладаном под шесток:496:56. Также кикимора боится плакун-травы:615. В одной быличке кикимора выжила из дома хозяев, но в дальнейшем её прогнал плясовой медведь, принадлежавший поселившимся в пустом доме медведчикам:64:264:212—213. Согласно этой же истории, кикиморы боялись и кошек:65:265:213:176—177. В одной быличке сказано, что «пряха» боится света. Появившуюся кикимору можно прогнать, ударив её мужскими штанами:55. В Заонежье рядом с люлькой с младенцем подвешивали, обычно на ночь, веретено, кудель и лучину или кудель и ножницы, чтобы занять ими кикимору и таким образом защитить от неё ребёнка:483. Чтобы прекратить бесчинства насланной кикиморы, следовало найти подкинутую куколку и наотмашь выкинуть её за пределы усадьбы или лучше кинуть в огонь:495 (в одной быличке говорится, что она извивалась и подпрыгивала при этом:59). В Свердловской области было поверье, что при строительстве дома нужно всегда рубить новый обкладник, чтобы вместе со старым не принести в дом кикимору.
В день Герасима Грачевника, 4 (17) марта, считалось, что кикимор можно было выжить из дома, так как в эту пору они становятся смирными:133. Хозяева, перебираясь накануне обряда к соседям, оставляли в распоряжение знахаря свою хату. Он обметал печь и все углы избы, выгребал золу из подпечка, «домовничал» в избе до самого вечера — после чего объявлял, что нечистая сила ушла навсегда. Изгнание совершается с особыми заговорами:212, например, «Кикимора домовая, выходи из горюнина дома скорее, не то задерут тебя калёными прутьями, сожгут огнём-полымем, зальют чёрной смолою» (Южная Сибирь):133:496:212.
Чтобы кикимора не вредила курам, на куриный насест:66:54 или над ним:264:54 на лыке подвешивали так называемого «куриного бога» — лоскутья кумача:66, горлышко от разбитого глиняного умывальника:66 или кувшина:264, горшок без дна, поношенный лапоть:264 или нередко попадающийся в полях камень с природной сквозной дырой:66:495, также могла подойти палочка с дырочкой от выпавшего сучка:54. В Вологодской губернии и у русских в Эстонии этот камень так и назывался «кикиморой одноглазым»:495. По сведениям из Ростовского уезда Ярославской губернии, «куриный бог» толковался как символ того, что в курятнике поселился «дух, покровительствующий курам». По сообщению из Пошехонского уезда той же губернии, куры в курятнике с «куриным богом» как бы «отдавались кикиморе на сохранение, посвящались ей», поэтому она уже не могла им повредить. В хлеву для защиты скота от кикиморы под ясли клали заострённую палку, которой закалывали свиней:55.

## Другие персонажи

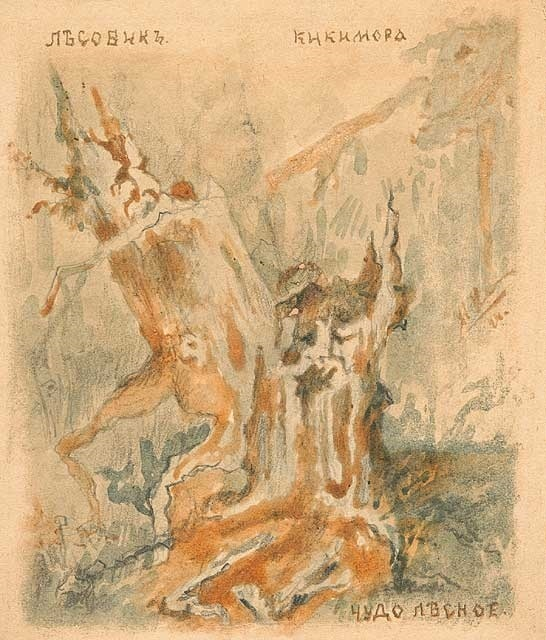
Николай Рерих. Лесовик. Кикимора. Чудо лесное. 1894 год

Образ кикиморы в народном представлении выглядит незаконченным, бесформенным, расплывчатым и неопределённым:67:176. В поверьях XIX и особенно XX века нарастает обезличивание кикиморы:380, вытеснение её образа образом домового, а впоследствии и полтергейста:50, потеря ею имени:64.
Помимо, по-видимому, исходного и наиболее распространённого в традиционной культуре представления о кикиморе как о самостоятельном домашнем духе, её/его могли отождествлять с целым рядом других персонажей:65. Прежде всего, под именем кикиморы мог описываться образ типичного домового:65 или его жены:65:494, с которыми у кикиморы очень много общего (по-видимому, их образы находились под взаимным влиянием):176. Также кикимора могла отождествляться с лешачихой (Сибирь):65:494, лесной русалкой:494:215, водяной «хозяйкой» (Вятская губерния:215, Нижегородская область), болотницей, болотной ведьмой (есть предположение о первичности образа болотной моры-кикиморы), оборотнем (Новгородская и Архангельская губернии):494, духом, вызывающим кликушество (Пермская и Вятская губернии), лихорадкой (Ярославская губерния) и другими олицетворениями болезней (Олонецкая губерния):215. В Кадниковском уезде Вологодской губернии рассказывали, что в летнее время особая кикимора сторожит гороховые поля — ходит по ним, держа в руках калёную добела железную сковороду огромных размеров и жарит на ней того, кого поймает на чужом поле:67:215, данное поведение указывает на смешение с полудницей:494:215, хотя, в отличие от неё, кикимора сторожила горох по ночам:215. Смешиваемая с марой, кикимора иногда предстаёт «ночным божеством сонных мечтаний», «ужасным привидением». День Святой Мариамны, 17 февраля (2 марта, но празднуемый обычно на день раньше), в Вологодской губернии назывался Маремьяной-кикиморой:494:119. Там же и в Ярославской губернии кикиморой называли чучело, сжигавшееся на Масленицу:494. Также кикиморами называли летучих мышей (Архангельская губерния):605, а кукумарами — божьих коровок:52.
Имя кикиморы-шишиморы, сделавшееся бранным словом, употреблялось и употребляется в самых разнообразных случаях. Кикиморой зовут женщин, имеющих смешной, нелепый, неряшливый или неопрятный вид:215, нелюдимых домоседов, злых женщин:215, женщин, которые очень прилежно занимаются пряжей:67:215, некий не слишком приятный объект. Шишиморой называли плутов и обманщиков (Курская губерния), невзрачного по виду человека (Смоленская и Калужская губернии), скряг и нищих (Тверская губерния), прилежных, но кропотливых рабочих (Костромская губерния):67:215, тех, «кто любит всё и везде осмотреть, вышарить, обшарить» (Вятская губерния), а в начале XVII века — переносчиков вестей, лазутчиков и соглядатаев:67.

## В современной культуре

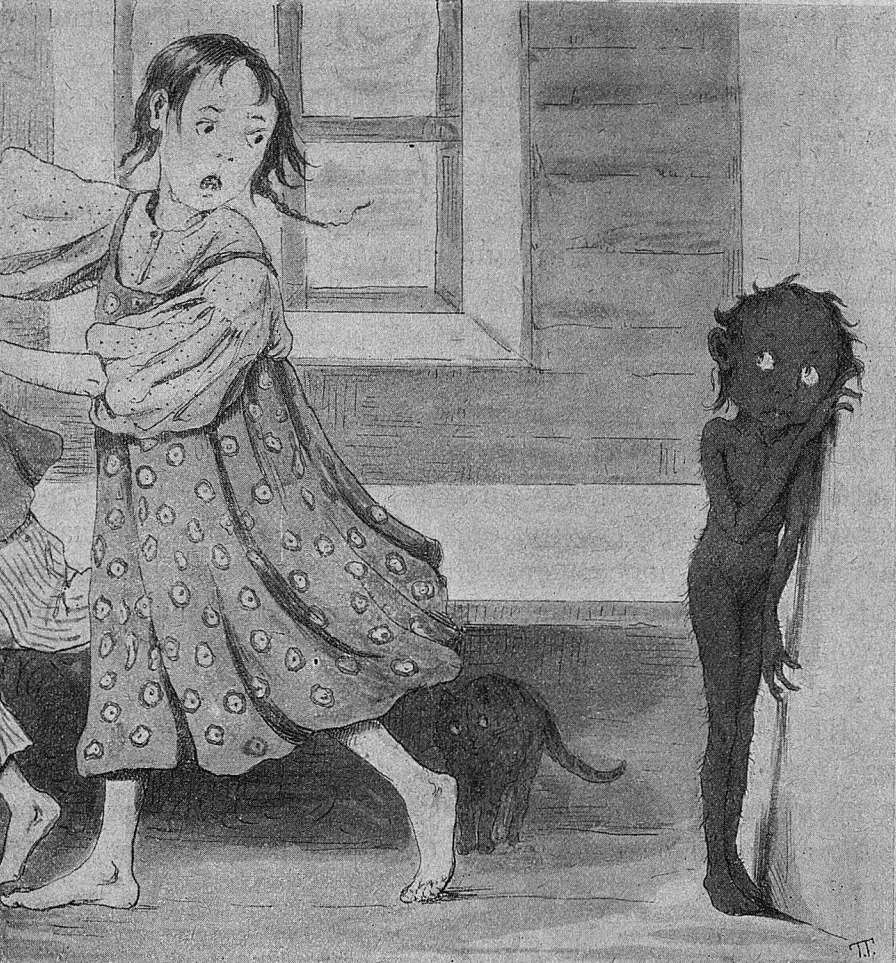
«В дочки, либо в сестрички возьмите меня, люди добрые». Иллюстрация Татьяны Гиппиус к сказке «Кикимора» Натальи Манасеиной по мотивам «Сказаний русского народа» Ивана Сахарова. Журнал «Тропинка», 1909 год

В ряде художественных произведений, преимущественно XIX — начала XX века, кикимора показана как зловредный домашний дух. В романтической драме «Ижорский» (1825) Вильгельма Кюхельбекера повелитель злых духов Бука отправляет непослушную кикимору, крошечное существо необыкновенной лёгкости, в наказание в услужение к главному герою на год:159:31; кикимора здесь своего рода проявляющий дурные качества людей трикстер, она символизирует скепсис и рефлексию, завладевшие героем:364—368; в этой драме она имеет мало общего с мифологическим образом, по сути, это «слегка русифицированный» эльф:32. В подражающем быличке рассказе «Кикимора» (1829) Ореста Сомова повествуется о том, как этот дух в форме невидимой взрослым кошки ухаживал за маленькой девочкой, но когда кикимору попытались изгнать, она стала вести себя очень агрессивно и чуть не погубила свою любимицу:56—57:29—30:162—163, 361—364. Кикимора играет видную роль в сказочно-историческом романе «Светославич, вражий питомец» (1837) Александра Вельтмана, выступая в роли двойника князя Владимира и олицетворяя его «тёмное начало»:159:51. В рассказе «Пугало» (1885) Николая Лескова кикимора «так застенчива и непостоянна, что пряталась от всякого взгляда в разных пыльных» местах:29—31. В романе «Иверень» (1943) Алексея Ремизова даётся пересказ истории Сомова, но основное внимание уделено не диковинным происшествиям, а «нездешней», приводящей к трагедии материнской любви кикиморы, желающей стать человеком. Домашней кикиморе посвящена одноимённая симфоническая поэма (1909) Анатолия Лядова по мотивам «Сказаний русского народа» Ивана Сахарова и балет на её основе (1916); «музыкальный образ Кикиморы раскрывается с помощью тембральной палитры симфонического оркестра», для него характерны «таинственность и магическая зачарованность». Подсаженные в дом кикиморы, выживающие нового хозяина — неблагодарного наследника, показаны в мультфильме «Дело прошлое…» (1990).
Однако, в связи с практически полным прекращением бытования мифологических рассказов и поверий о домашней кикиморе, в массовом сознании доминирует образ кикиморы из популярной культуры: литературных произведений, кинематографа, мультипликации, эстрады. Несмотря на то, что в традиционной культуре кикимора представлялась преимущественно домашним духом, в популярной культуре XX—XXI веков она предстаёт в основном болотным или лесным злым персонажем, что, возможно, связано с прочно закрепившимся ругательством «кикимора болотная»:58. Это в основном маленькая, уродливая, скрюченная, неопрятная, растрёпанная, худая, остроносая, неряшливая, в лохмотьях немолодая женщина или старуха, покрытая тиной, болотными травами и мхом, живущая в непроходимых топях в лесных чащах, пугающая неприятными голосами, воем, вызывающая беспричинный страх, заставляющая блуждать по лесу, заманивающая в трясину и похищающая маленьких детей:187. В Нижегородской области ей приписывают родство с русалкой: она либо её мать, либо сестра; вместе они «песни поют и волосами беду треплют». Согласно современной быличке из Воронежской области, когда болотная кикимора варит пиво, над рекой подымается туман.

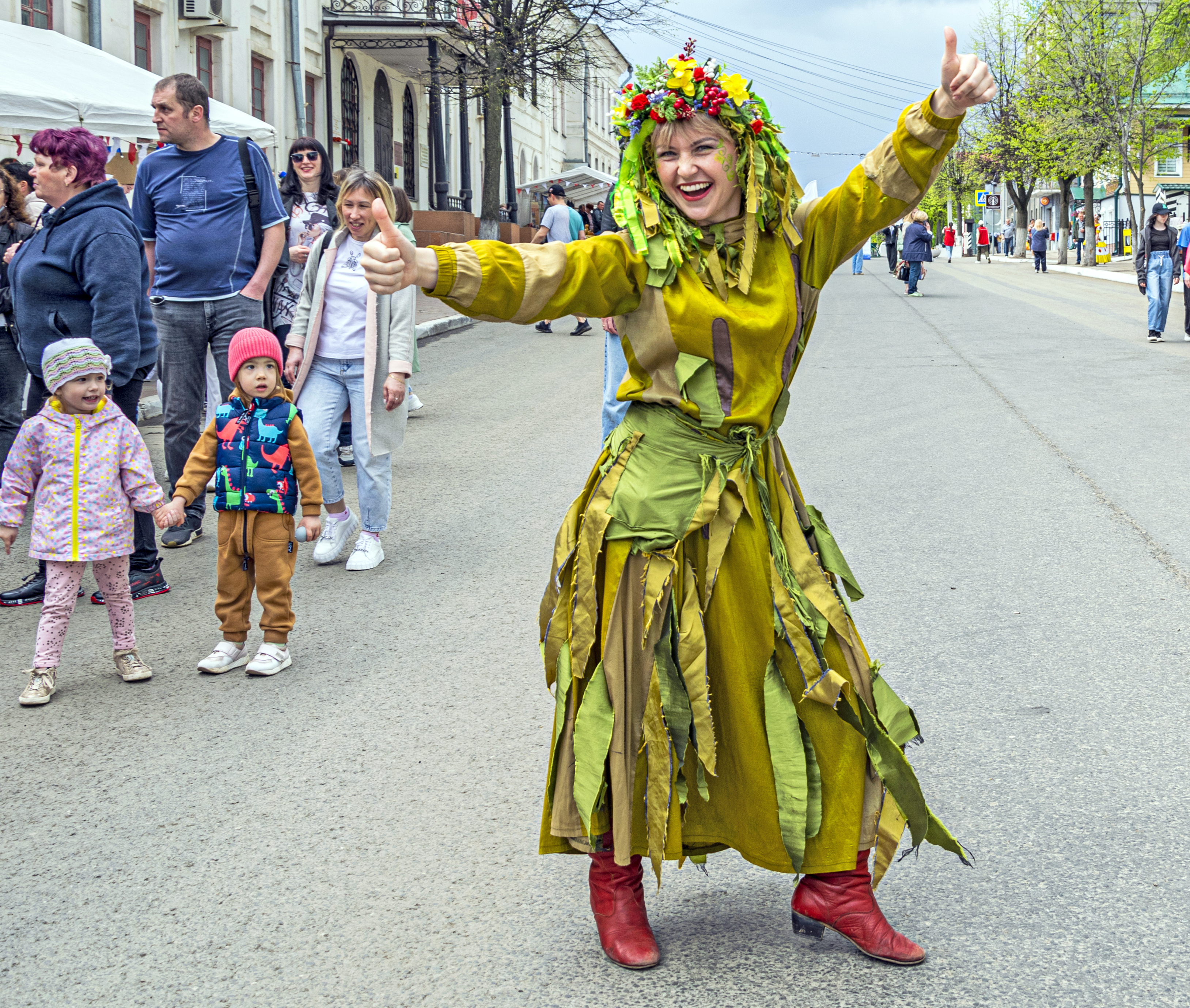
Местный персонаж Кикимора вятская в городе Кирове

Лесная кикимора — один из персонажей сборника сказок «Посолонь» (1907) Алексея Ремизова, это легко меняющее свой облик, озорное и строящее мелкие проказы людям, но тоскующее по человеческой природе существо, её дело — «сплетать обманы, причуды сеять и до умору хохотать»:341—342:29, 31. В сказке «Кикимора» (1910, сборник «Русалочьи сказки») Алексея Толстого девочка противостоит похитившей её сестру болотной кикиморе:29—31. Нападающие на людей, особенно на детей, болотные кикиморы появляются в «Саге о Ведьмаке» (с 1980-х) Анджея Сапковского. В серии же игр «Ведьмак» кикиморы изображаются паукообразными существами, живущими колониями наподобие термитов. Болотные и лесные кикиморы — персонажи таких фильмов, как, например, «Весёлое волшебство» (1969), «Золотые рога» (1972), «Руслан и Людмила» (1972), «Там, на неведомых дорожках…» (1982), «Красные башмачки» (1986); мультфильмов «Глаша и кикимора» (1992), «Бабка Ёжка и другие» (2006), «Новые приключения Бабки Ёжки» (2008), «Как поймать перо Жар-Птицы» (2013) и др. Кикимора — действующее лицо спектаклей «Аленький цветочек» (1950), «Бессмертный Кощей» (1978), праздничных представлений для детей, в том числе новогодних ёлок. Образ кикиморы в этих произведениях часто комический — это смешной и даже жалкий персонаж.
В рамках проекта «Сказочная карта России» родиной кикиморы в 2011 году объявлен город Киров (Вятка), так как в нём есть Кикиморская гора:26. В отличие от большинства других персонажей проекта, здесь речь идёт о «брендировании отрицательного в основе своей персонажа, и потому требующего разъяснений и „литературной легенды“, то есть написания „новой сказки“».
В честь кикиморы назван род пауков с единственным видом Kikimora palustris («Кикимора болотная», 1988), вид ложноскорпионов Roncus kikimora (1994), вид наездников Cosmocomoidea kikimora (2013) и макулы на Тритоне.

## Комментарии
1. ↑  Существование балто-славянского единства спорно.
2. ↑  Н. А. Криничная отмечает, что в случае с «коряжиной» воспроизводится фольклорная формула сотворения человека: вода + дерево + огонь.
3. ↑  Если факты верны, то это первое упоминание о нечистой силе в Санкт-Петербурге.
4. ↑  А. В. Гура показывает на данном примере, что кошка являлась символическим аналогом медведя у восточных славян.